# Žikovići
Žikovići is een plaats in de gemeente Višnjan in de Kroatische provincie Istrië. De plaats telt 8 inwoners (2001).